# Vladimír Ambros

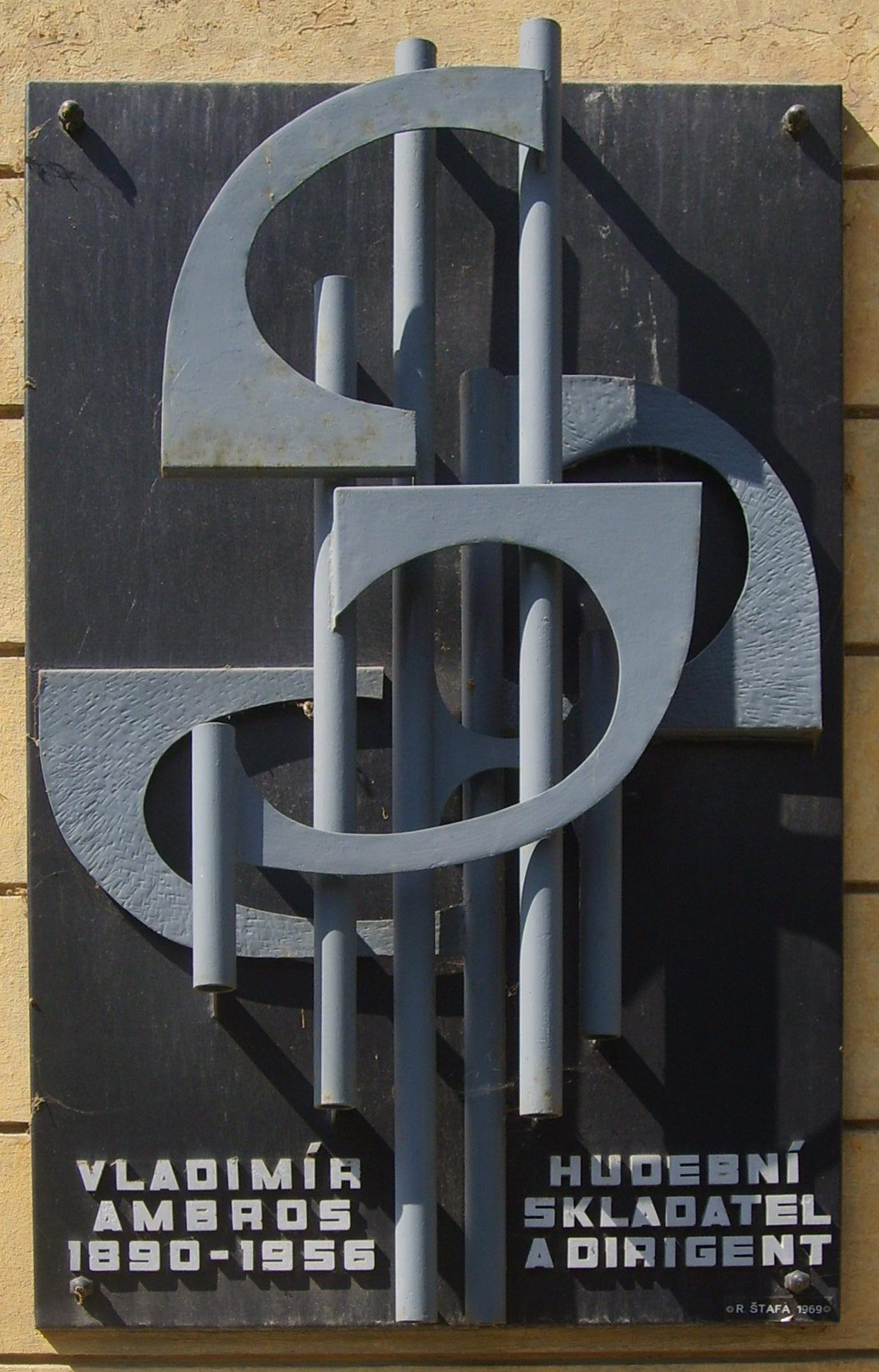
Gedenktafel für Vladimír Ambros in Prostějov

Vladimír Ambros (* 18. September 1890 in Proßnitz; † 12. Mai 1956 ebenda) war ein tschechischer Komponist.
Ambros studierte in Brünn bei Leoš Janáček und am Hoch’schen Konservatorium in Frankfurt am Main bei Iwan Knorr. Von 1914 bis 1921 war er Opernkapellmeister in London, danach wirkte er als Musiklehrer, Dirigent und freischaffender Komponist in seinem Heimatland.
Ambros komponierte zwei Opern, drei Sinfonien, drei Sinfonische Dichtungen, eine Sinfonietta, vier Exotische Tänze, zwei Nonette, ein Bläserquintett, drei Streichquartette, Klaviertrios, Werke für das Cello, die Violine und das Klavier sowie Lieder und Chöre.